# Clint Mathis
Clint Mathis, född 25 november 1976 i Conyers i Georgia, är en amerikansk före detta fotbollsspelare som spelade mittfältare eller anfallare.

## Statistik

### Major League Soccer

#### Grundserien
| Säsong | Klubb              | Liga                | Matcher | Mål | Assists |
| ------ | ------------------ | ------------------- | ------- | --- | ------- |
| 1998   | Los Angeles Galaxy | Major League Soccer | 30      | 5   | 10      |
| 1999   | Los Angeles Galaxy | Major League Soccer | 27      | 7   | 6       |
| 2000   | Los Angeles Galaxy | Major League Soccer | 8       | 3   | 1       |
|        | NY/NJ MetroStars   | Major League Soccer | 21      | 13  | 13      |
| 2001   | NY/NJ MetroStars   | Major League Soccer | 10      | 7   | 5       |
| 2002   | NY/NJ MetroStars   | Major League Soccer | 14      | 4   | 2       |
| 2003   | NY/NJ MetroStars   | Major League Soccer | 22      | 9   | 1       |
| 2005   | Real Salt Lake     | Major League Soccer | 27      | 3   | 4       |
| 2006   | Colorado Rapids    | Major League Soccer | 25      | 2   | 1       |
| 2007   | New York Red Bulls | Major League Soccer | 26      | 6   | 2       |
| 2008   | Real Salt Lake     | Major League Soccer | 11      | 0   | 0       |
| 2009   | Real Salt Lake     | Major League Soccer | 24      | 2   | 7       |
| Totalt | Totalt             | Totalt              | 245     | 61  | 52      |

#### MLS Cup
| Säsong | Klubb              | Liga    | Matcher | Mål | Assists |
| ------ | ------------------ | ------- | ------- | --- | ------- |
| 1998   | Los Angeles Galaxy | MLS Cup | 3       | 1   | 0       |
| 1999   | Los Angeles Galaxy | MLS Cup | 6       | 0   | 1       |
| 2000   | NY/NJ MetroStars   | MLS Cup | 5       | 3   | 2       |
| 2003   | NY/NJ MetroStars   | MLS Cup | 2       | 0   | 0       |
| 2006   | Colorado Rapids    | MLS Cup | 3       | 1   | 0       |
| 2007   | New York Red Bulls | MLS Cup | 2       | 0   | 0       |
| 2008   | Real Salt Lake     | MLS Cup | 3       | 0   | 0       |
| Totalt | Totalt             | Totalt  | 24      | 5   | 3       |